# James Soong

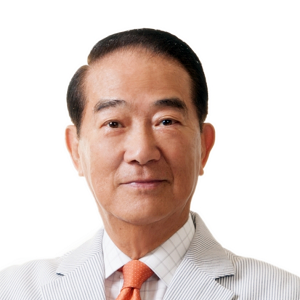
James Soong

James Soong (chinesisch 宋楚瑜, Pinyin Sòng Chǔyú, auch Soong Chu-yu; * 16. März 1942 in Xiangtan, Hunan, China) ist ein taiwanischer Politiker, Vorsitzender und Präsidentschaftskandidat der Partei Qinmindang.

## Leben
Soong wurde 1942 in der chinesischen Provinz Hunan geboren. Sein Vater war Offizier der Streitkräfte der Republik China. Im Alter von sieben Jahren floh er mit seiner Familie gemeinsam mit der im Chinesischen Bürgerkrieg unterlegenen Regierungspartei Kuomintang nach Taiwan, wo er aufwuchs und 1964 ein Studium des Fachs Internationale Beziehungen der an der Chengchi-Nationaluniversität abschloss. Nach seinem Militärdienst ging Soong zum Studium in die USA, wo er Mastertitel an der University of California (Politikwissenschaften) und an der Katholischen Universität von Amerika (Bibliothekswissenschaft) sowie im Jahr 1974 einen Doktortitel im Fach Politikwissenschaft an der Georgetown University erwarb.

## Politische Karriere

### Frühe Karriere
Soong war schon als Student der Kuomintang beigetreten und machte nach seiner Rückkehr aus den USA als Sekretär des Premierministers und späteren Präsidenten der Republik China Chiang Ching-kuo Karriere. Von 1979 bis 1984 leitete er zudem das Regierungsinformationsamt der Republik China. Nach dem Tod Chiangs im Jahr 1988 machte sich Soong innerhalb der diktatorisch regierenden Kuomintang für den von Chiang selbst favorisierten Nachfolger und damaligen Vizepräsidenten Lee Teng-hui als neuen Präsidenten stark. Dies war insofern brisant, als sich Soong damit gegen Mehrheit der aus Festlandchinesen (Waishengren) bestehenden Parteielite stellte, die dem von der Insel Taiwan stammenden Lee misstrauisch gegenüberstand.

### Gouverneur und Präsidentschaftskandidat
Nach dem Amtsantritt Lees wurde Soong durch den neuen Präsidenten zum Gouverneur der Provinz Taiwan ernannt. Bei der ersten und einzigen demokratischen Gouverneurswahl im Jahr 1994 wurde Soong in diesem Amt bestätigt und übte es bis 1998 aus. Der damals in der Bevölkerung populäre Soong beabsichtigte, bei der Präsidentenwahl im Jahr 2000 als Kandidat der Kuomintang anzutreten, konnte sich jedoch innerparteilich nicht gegen den amtierenden Vizepräsidenten Lien Chan durchsetzen. Als Soong ankündigte, dennoch kandidieren zu wollen, wurde er aus der Partei ausgeschlossen. Er trat als unabhängiger Kandidat an, als der er hinter dem Wahlsieger Chen Shui-bian (Demokratische Fortschrittspartei) den zweiten Platz belegte.
Soong gründete seine eigene Partei, die Qinmindang, und trat bei der Präsidentenwahl 2004 in der sogenannten Pan-blauen Koalition an der Seite des erneuten Kuomintang-Kandidaten Lien Chan als Kandidat für das Amt des Vizepräsidenten an. Die Wahl wurde knapp verloren.
Nach der Wahlniederlage verfolgte die Pan-blaue Koalition die Strategie der Annäherung an die Volksrepublik China (kurz aufeinander folgende China-Besuche Lien Chans und Soongs im Jahr 2005), doch stand die Qinmindang bei diesen Bemühungen zu sehr im Schatten der Kuomintang und verlor politisch zunehmend an Bedeutung. Bei der Wahl zum Bürgermeister der Stadt Taipeh im Jahr 2006 scheiterte Soong mit nur 4,14 % der Stimmen. Trotz Spekulationen über seinen Rückzug aus der Politik und eine mögliche Vereinigung seiner Partei mit der Kuomintang trat Soong bei der Präsidentenwahl 2012 erneut als Kandidat für das Präsidentenamt an, errang aber nur 2,77 % der Stimmen. Am 6. August 2015 kündigte Soong an, bei der Präsidentenwahl im Januar 2016 ein weiteres Mal für das Amt des Präsidenten zu kandidieren. Bei der Wahl erreichte er 12,84 % der Stimmen und belegte damit den dritten Platz. Am 13. November 2019 verkündete Soong, auch bei der Präsidentenwahl im Januar 2020 anzutreten. Dies war seine insgesamt fünfte Kandidatur. Bei der Wahl erreichte er zusammen mit seiner Vizepräsidentschafts-Kandidatin Yu Hsiang (余湘, Sandra Yu) 4,26 % der Stimmen.

### APEC-Sondergesandter
Im November 2016 vertrat Soong im Auftrag von Präsidentin Tsai Ing-wen Taiwan als Sondergesandter beim  APEC-Gipfel in Lima.